# Inga Ābele
Inga Ābele, właściwie Ingrīda Ābele (ur. 5 października 1972 w Rydze) – łotewska poetka, pisarka, dramaturg i scenarzystka. Członek Łotewskiego Stowarzyszenia Pisarzy, laureatka nagrody Rady Bałtyckiej z 2009 r.

## Życiorys
Ingrīda Ābele urodziła się 5 października 1972 r. w Rydze, gdzie dorastała i uczyła się. Przez jakiś czas pracowała w stadninie koni w Okte w gminie Talsi. W latach 1997–2001 studiowała na Łotewskiej Akademii Kultury.
Inga Ābele jest jedną z ważniejszych współczesnych pisarek łotewskich. Jej twórczość cechuje bogactwo języka, wnikliwa analiza poznawcza psychologii człowieka, a także różnorodność kontekstów – w swoich utworach odnosi się zarówno do czasów historycznych, jak i porusza aktualne problemy. Jest członkiem Łotewskiego Stowarzyszenia Pisarzy.
W 1999 r. wydała pierwszy tom wierszy Akas māja. Jest autorką kilku powieści, opowiadań i sztuk teatralnych, które były wystawiane na deskach łotewskich i zagranicznych teatrów. W 2000 r. napisała scenariusz do filmu telewizyjnego Akas māja. Jest współautorką scenariusza do filmu z 2001 r. Pa celam aizejot w reżyserii Viestursa Kairišsa. W 2006 r. powstał film Tumsie briezi na podstawie jej opowiadania, w reżyserii Kairišsa. Dramatyzowała dzieła literackie dla teatru, m.in. sztukę Skola (2008), opartą na klasycznych dziełach literatury łotewskiej.
W 2003 r. otrzymała Nagrodę Literacką Roku za książkę Lugas. W 2009 r. otrzymała nagrodę Rady Bałtyckiej w dziedzinie literatury, sztuki i nauki za powieść Paisums. W 2018 r. ponownie została laureatką Nagrody Literackiej Roku, tym razem za książkę Duna. Opowiadania Ingi Ābele były także wielokrotnie nagrodzone na corocznym festiwalu Prozas lasījumi.
Opowiadanie Kamenes un skudras zostało włączone do antologii prozy Best European Fiction 2010 opublikowanej przez Dalkey Archive Press w USA. Powieść Paisums została wydana w języku szwedzkim przez wydawnictwo Ariel w 2009 r., a w 2013 r. w języku angielskim przez Open Letter w USA. Jej powieść Uguns nemodina została wydana w języku litewskim i duńskim w 2007 r., a w 2008 r. w szwedzkim. Tom wierszy Ābele Nature morte à la granat został wydany w języku francuskim przez L’Archange Minotaure w 2005 r. Tom poezji Atgāzenes stacijas zirgi przetłumaczono na język angielski.
W 2001 r. dramat Tumšie brieži miał premierę w dwóch łotewskich teatrach Jaunais Rīgas teātris i Valmieras Drāmas teātris, następnie w 2002 r. w Staatstheater Stuttgart i podczas Biennale w Bonn oraz w 2008 r. w Grecji. W 2006 r. na podstawie sztuki został nakręcony film. Sztuka Dzelzszāle została wystawiona na Łotwie, w Danii i Finlandii. Dramat Jasmīns miał swoją premierę na Łotwie i w Lucernie. Sztuka Skola wystawiona została w Łotewskim Teatrze Narodowym w 2008 r. Inga Ābele jest także autorką libretta do musicalu wystawionego w Łotewskim Teatrze Narodowym w 2010 r.

## Wybrane działa

### Proza
- Akas māja, 1999
- Uguns nemodina, 2001
- Sniega laika piezīmes, 2004
- Paisums, 2008
- Kamenes un skudras, 2010
- Audiogrāmata Akas māja, 2012
- Klūgu mūks, 2014
- Duna, 2017

### Poezja
- Nakts pragmatiķe, 2000
- Atgāzenes stacijas zirgi, 2006

### Dramaty
- Lugas, 2003

### Sztuki teatralne
- Tumšie brieži, 2001
- Dzelzszāle, 2003
- Jasmīns, 2003
- Skola, 2008
- Sala, 2009
- Aspazija. Personīgi, 2015